# 国鉄トキ1000形貨車
国鉄トキ1000形貨車（こくてつトキ1000がたかしゃ）は、かつて日本国有鉄道（国鉄）に在籍した無蓋貨車である。

## 概要
1969年（昭和44年）に、重量15 - 20トンの大型冷間圧延鋼板コイルを2 - 3個輸送するために、汽車製造東京支店で4両（トキ1001 - トキ1004）が製造された42トン積み物資別適合輸送（鋼板コイル）用二軸ボギー無蓋車である。1968年（昭和43年）に1両が試作されたトキ9000形（トキ9000）を量産化したもので、自重増により荷重は1トン減少したが、基本的な構造は受け継がれており、トキ9000形も1971年（昭和46年）に量産化改造のうえ本形式に編入され、トキ1000となった。
フラットな荷台上に鉄鋼コイルの受け台を3基設置しており、水濡れを嫌う積荷であることと荷役の便のため、中央部から二分割できるアコーディオン式に開閉可能な幌を装備しており、外観上の特徴となっている。幌は、ビニロンターポリン（テント生地）の布地に鋼製の骨を縫いこんで蛇腹状としており、妻面に設けられたハンドルにより個別に妻側に折り畳むことが可能で、枠（骨）は開閉力を伝達し転倒を防ぐため、上下2か所に設けられたパンタグラフ状の開閉リンクとピンで接合されている。幌の開閉機構は、試作車においてチェーン式とロッド式が比較されたが、量産車ではチェーン式が採用された。幌本体は風速25メートルの強風にも耐える強度を持っている。塗色は、当初はスカイブルー（青22号）であったが、後に赤茶色（赤3号）とされた。
台枠中梁は、重量を保持するため台車間で高さを増した魚腹形とされている。台車は、スリーピース形ころ軸受け式のTR214が使用されており、ブレーキ装置はK2制御弁使用の自動積空切替装置付きである。
荷台の内寸は長さ11,000 mm、幅2,530 mm、床面積は15.9 m2、その他の主要諸元は、全長12,000 mm、全幅2,764 mm、全高3,870 mm、自重18 t（トキ9000形は17 t）である。台車中心間は7,700 mmで、最高運転速度は75 km/hである。
千葉鉄道管理局管内の蘇我駅に常備され、宮城野駅や東成岩駅などへ運用されたが、開閉式の幌の構造が複雑で保守に難があり、また高価であることから、本形式の製造は5両にとまり、鋼板コイル用物資別適合貨車の屋根は、トキ21500形のようなスライド式が主流となった。
本形式は、1983年（昭和58年）度に全車が廃車となった。